# Abraxas ulmata
Abraxas ulmata là một loài bướm đêm trong họ Geometridae.